# فرد تایلر
فرد تایلر (به انگلیسی: Fred Tyler) (زادهٔ ۱۵ مارس ۱۹۵۴) شناگر اهل ایالات متحده آمریکا است.